# KV Ålesund
KV Ålesund (W312) – patrolowiec Norweskiej Straży Wybrzeża.
W listopadzie 1995 r. Norweska Straż Wybrzeża zamówiła dwie jednostki zbudowane jako okręty ochrony rybołówstwa, „Tromsø”, 2100-tonowy, zbudowany w Polsce okręt wyczarterowany od Tromsø Dampskibsselskab oraz „Ålesund”, 1470-tonowy okręt wyczarterowany od Remøy Shipping. „Ålesund” wszedł do służby w kwietniu 1996 roku i operuje z załogą złożoną z 20 żołnierzy i 3 cywilów. Nazwa „Ålesund” pochodzi od miasta w zachodniej Norwegii.
Jest to 1470-tonowy okręt uzbrojony w działo Bofors kal. 40 mm i karabiny maszynowe Colt kal. 12,7 mm. Okręt jest używany do patroli wyłącznej strefy ekonomicznej, inspekcji połowów oraz akcji poszukiwawczo-ratunkowych. Jego portem macierzystym jest baza morska Haakonsvern w Bergen.